# Storm (zespół muzyczny)
Storm (ang. burza) – norweski zespół folkmetalowy, założony w Oslo w roku 1993. Jego repertuar stanowią tradycyjne norweskie utwory folkowe, grane na przesterowanych gitarach elektrycznych i perkusji. Partie wokalne to głównie czysty śpiew, zarówno męski jak i kobiecy, jednak występuje także growling.

## Dyskografia
- Northland (Bootleg EP, 1994)[1]
- Nordavind (1995)